# Chloropipo
Chloropipo är ett fågelsläkte i familjen manakiner inom ordningen tättingar: Släktet omfattar här två arter som förekommer i Anderna från Colombia till Peru:
- Gulhuvad manakin (C. flavicapilla)
- Kolmanakin (C. unicolor)

Arterna placerades tidigare i Xenopipo.